# Mount Kenya-Wühlspitzmaus
Die Mount Kenya-Wühlspitzmaus (Surdisorex polulus) ist eine ostafrikanische Spitzmausart, die endemisch im Mount-Kenya-Massiv vorkommt.

## Merkmale
Es sind relativ große (85 bis 92 mm Kopf-Rumpf-Länge), im äußeren Erscheinungsbild maulwurfsähnliche Spitzmäuse mit langen Krallen an den Vordergliedmaßen und einem kurzen Schwanz. Das Fell ist samtartig, die Haare 5 bis 7 mm lang. Das Rückenfell ist dunkel und schokoladenbraun, das Bauchfell etwas heller und rußig. Der Kopf ist 24 bis 25 mm lang und maulwurfsartig breit, die Schnauze spitz. Augen und Ohren sind klein und von Haaren verdeckt. Die Vordergliedmaßen sind kurz. Der Vorderfuß ist breit mit fünf Zehen. Drei Zehen tragen helle, 4 bis 6 mm lange Krallen, zwei Zehen haben kurze Krallen, die 2 bis 3 mm lang werden. Hinterbeine und Hinterfüße sind kurz. Alle fünf Krallen der Hinterfußzehen sind hell. Der Schwanz erreicht etwa 30 % der Kopf-Rumpf-Länge und ist damit für einen Spitzmausschwanz relativ kurz. Er ist dicht mit schwarzen kurzen Haaren bedeckt.

## Lebensraum und Lebensweise
Die Mount Kenya-Wühlspitzmaus kommt ausschließlich im Mount-Kenya-Massiv vor. Die wenigen bekannten Exemplare wurden in der Afromontanen Zone in Höhen von etwa 3300 Metern auf der Westseite des Massivs gefangen. Das Biotop ist von Sümpfen und Steineiben-Bambus-Wäldern geprägt. Der Boden ist mit einer kurzen Grasdecke bewachsen oder mit Laubstreu bedeckt. Das Verbreitungsgebiet ist möglicherweise durch die Bodenstruktur und das damit zusammenhängende Vorkommen von Regenwürmern eng begrenzt. Die Tiere leben karnivor. Wichtigste Beutetiere sind Regenwürmer. Diese werden vor dem Fressen in kleine Stücke zerbissen. Dabei werden sie mit den Vorderfüßen festgehalten. Normalerweise werden nur die Vorderteile der Würmer bis zum Clitellum gefressen, das Hinterteil mit dem mit Erde und Detritus gefüllten Darm dagegen verschmäht. Ein bekannter Parasit der Mount Kenya-Wühlspitzmaus ist der Floh Ctenophthalmus cophurus.